# 金谷智美
金谷 智美（かなたに さとみ、1958年8月8日 - ）は日本の女性プロゴルファーである。
14歳のころから、のちの夫・金谷多一郎に師事しゴルフを始める。1980年に女子プロテスト合格し、プロゴルファーとなりツアー競技での最高位は1988年の「徳島月の宮レディースクラシック」の37位タイ。生涯賞金は1,267,225円で、賞金ランキングの最高位（賞金0の年は除く）は1982年の110位（110,000円）、シーズン最多賞金は1989年の465,125円（ランキング133位）だった。
現在は夫・多一郎とともにレッスンプロとして、特にジュニアゴルファーの普及育成に尽力を注いでいる。